# Cayo Sempronio Bleso (pretor)
Cayo o Gayo Sempronio Bleso  (n. c. 217 a. C.) fue un político y militar romano del siglo II a. C. perteneciente a la gens Sempronia.

## Familia
Bleso fue miembro de los Sempronios Blesos, una rama familiar plebeya de la gens Sempronia. Fue hijo de Cayo Sempronio Bleso, tribuno de la plebe, y hermano de Publio Sempronio Bleso.

## Carrera pública
Nació alrededor del año 217 a. C. En el 187 a. C., cuando ejercía el cargo de edil plebeyo con Marco Furio Lusco, añadió un día a los Juegos Plebeyos, después de que un incidente obligara a hacer lo mismo en los Juegos Romanos. Siendo pretor en el año 184 a. C., recibió la gobernación de la provincia de Sicilia. En el año 170 a. C. fue enviado a Abdera en calidad de embajador con Sexto Julio César para devolver la libertad a los abderitas y anunciar a Aulo Hostilio Mancino y a Lucio Hortensio que el Senado consideraba ilegal la guerra contra esta ciudad.